# Liliput (Pistole)
Die Liliput ist eine der kleinsten kommerziell hergestellten halbautomatischen deutschen Taschenpistolen. Sie wurde in den 1920er und 1930er Jahren in Suhl von der Waffenfabrik August Menz und ab 1937 von der AG Lignose hergestellt. Sie verschießt Patronen des Kalibers 4,25 mm Liliput, in späteren Versionen 6,35 mm Browning (25 ACP). Weitere Handelsnamen derselben Waffe sind Bijou, Kaba, Kaba Spezial und Okzet.
Die Liliput ist nicht zu verwechseln mit der ungarischen 6,35-Millimeter-Taschenpistole „Frommer Liliput“, die ebenfalls aus den 1920er Jahren stammt.

## Geschichte

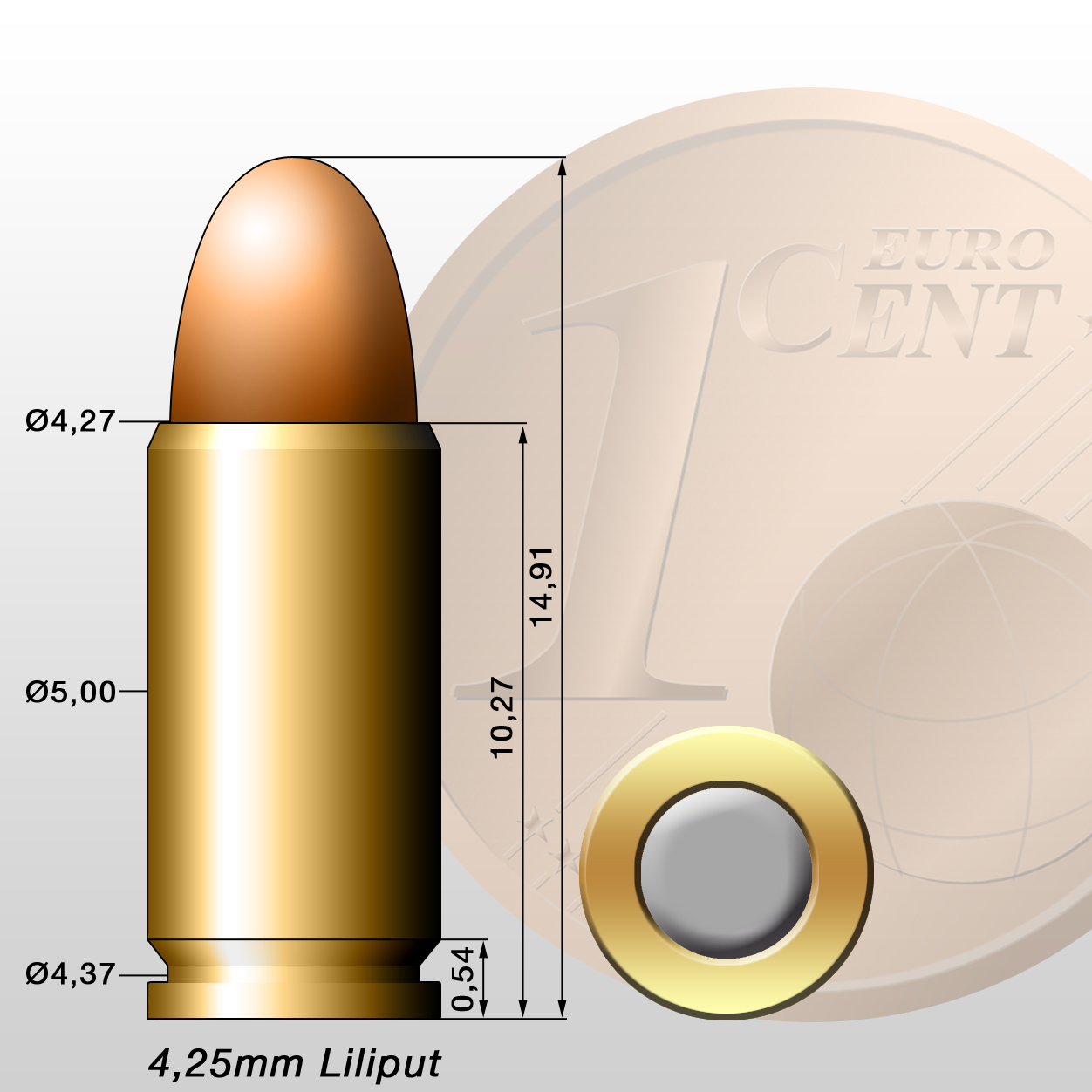
4,25-Millimeter-Patrone

Mit der 1920 erschienenen Liliput schuf die Waffenfabrik August Menz eine eigene Waffe für die neue 4,25-Millimeter-Patrone. Diese Patrone ist heute als „4,25 mm Liliput“ bekannt; diese Bezeichnung ist jedoch irreführend, weil die Patrone bereits 1918 von Franz Pfannl für dessen Erika-Pistole entwickelt und auf den Markt gebracht worden war. Die Liliput erhielt, wie die Erika, ein sechsschüssiges, einreihiges Stangenmagazin. 
1926 erschien eine leicht vergrößerte Version der Liliput für das gebräuchlichere Taschenpistolen-Kaliber 6,35 mm Browning. 1927 wurde die Produktion der 4,25-Millimeter-Variante eingestellt. 
1937 wurde die Waffenfabrik August Menz von der Berliner AG Lignose aufgekauft. Die Produktion der Liliput wurde mit denselben Werkzeugmaschinen am Standort Suhl fortgesetzt. Ebenso führte man die alte Seriennummerierung lückenlos fort.
Die von Lignose übernommenen Menz-Waffen wurden aus Marketinggründen unter der Marke Theodor Bergmann Erben verkauft. Theodor Bergmann war ein renommierter Waffenhersteller, dessen Unternehmen die AG Lignose bereits 1921 übernommen hatte. Folglich erhielt auch die Liliput Griffschalen mit dem Bergmann-Signet und eine veränderte Prägung am Schlitten. Übriggebliebene Einzelteile aus der Menz-Produktion wurden aber weiterhin verbaut, so dass auch in der Zeit ab 1937 Liliputs mit Menz-Schlitten, Menz-Griffschalen oder beidem auf den Markt kamen.
Vermutlich wurde die Fertigung der Liliput während des Zweiten Weltkriegs zugunsten der Rüstungsproduktion eingestellt.

## Aufbau
Bei der Liliput handelt es sich um einen einfach aufgebauten Rückstoßlader mit feststehendem Lauf und unverriegeltem Masseverschluss. Diesen Verschlusstyp findet man in vielen für schwach laborierte Munition ausgelegten Pistolen, wie z. B. der Walther PPK.

## Trivia
- Adolf Hitler besaß eine vergoldete Liliput, die heute im West Point Military Museum ausgestellt ist.
- Die Liliput hat einen kurzen „Auftritt“ im Filmklassiker Metropolis.
- Die Liliput wird in einigen Romanen von Alistair MacLean erwähnt.
- Die Liliput spielt in dem Mitte 1929 spielenden Roman Der Nasse Fisch von Volker Kutscher sowie der darauf basierenden Fernsehserie Babylon Berlin eine tragende Rolle. Allerdings wird sie dort unter dem erst ab 1937 gebräuchlichen Namen Lignose erwähnt.